# Vengeance trompeuse

Vengeance trompeuse (They Shoot Divas, Don't They ?) est un téléfilm américain réalisé par Jonathan Craven, diffusé en 2002.

## Synopsis
Jenny (Keri Lynn Pratt), l'assistante d'une rock star, Sloan McBride (Jennifer Beals), prend tous les moyens pour venger sa mère.

## Fiche technique
- Titre francophone : Vengeance trompeuse
- Titre original : They Shoot Divas, Don't They?
- Réalisation : Jonathan Craven
- Scénario : Karen Stillman
- Production : Frank & Bob Films II, Von Zerneck Sertner Films
- Pays d'origine :  États-Unis
- Budget : 100 000 $[1]
- Durée : 120 minutes
- Date de diffusion : 5 octobre 2002 sur VH1

## Distribution
- Jennifer Beals : Sloan McBride
- Keri Lynn Pratt : Jenny
- Molly Hagan : Diane
- Traci Lords : Mira